# Ahmed Mohammed Sheir
Ahmed Mohammed Sheir (in arabo احمد محمد شعير‎?; 29 aprile 1910 – ...) è stato un cestista egiziano.

## Carriera
Ha militato nella nazionale di pallacanestro dell'Egitto che ha disputato i Giochi olimpici del 1936.